# У орловском гнезду
У орловском гнезду (енгл. Where Eagles Dare) је британски филм из 1968. који је режирао Брајан Џи Хатон. Главне улоге играју: Ричард Бертон, Клинт Иствуд и Мери Јур.
Тим савезничких војника изводи храбро спасавање током Другог светског рата. Амерички генерал је заробљен у импозантној тврђави замку, високо у Баварским Алпима. Одважни план укључује поручника Шејфера (Клинт Иствуд), мајора Смита (Ричард Бартон) и друге оперативце да падобраном скоче носећи нацистичке униформе. Они ће продрети у планинску испоставу, док им тајни оперативци помажу изнутра. Међутим, њихова мисија се мења када открију да је у међу њима издајник.

## Радња
Зима 1943-1944. Бригадни генерал америчке војске Џорџ Карнаби летео је на Блиски исток да се састане са савезницима и разговара о отварању другог фронта у Европи. Међутим, његов авион су Немци оборили, а сам генерал је ухваћен и одведен у замак Адлер у Јужној Баварској. Ово је седиште планинске дивизије Еделвајс, а до њега се може доћи само жичаром – управо на место „до кога ни орлови не стижу“. Да би спасили генерала, Британци припремају одред од седам командоса, које предводи мајор Џонатан Смит из Гренадирске гарде. Јединица такође укључује поручника Мориса Шефера из Ренџера америчке војске. Брифинг дају пуковник Тарнер и вицеадмирал Ролланд из МИ6: тим прерушен у немачке падобранце мораће да скочи падобраном из авиона Ју 52, продре у замак и спасе генерала. Само Карнаби зна време и место отварања другог фронта, а обелодањивање ових података ни под којим условима не сме бити дозвољено.
Убрзо умире радио-оператер групе, наредник Харод. Смит, сумњајући да нешто није у реду, јавља Центар, наговештавајући да у групи постоји издајник. Истовремено се састаје са својом девојком, обавештајном официрком Мери Алисон, којој помаже њена веза Хајди Шмит. Хајди обезбеђује Маријино именовање за секретарицу у замку како би помогла борцима да се инфилтрирају. Смит каже Мери да авионом није летео Карнеби, већ глумац каплар Картрајт Џонс, који само изгледа као две капи воде на генерала и који се сам добровољно пријавио да учествује у операцији. Борци групе стижу у локално село и одмарају се у кафани, покушавајући да сазнају нешто о генералу, али безуспешно. Недалеко од кафане умире наредник Џок Мекферсон, што само потврђује сумње о издајнику. Убрзо је група ухваћена у пуној снази: Ли Томас, Тед Беркли и Олаф Кристијансен, обучени у униформе брдске пушке, притворени су под оптужбом за дезертерство, а Џонатан Смит и Морис Шефер су такође у притвору.
Смит и Шефер су одсечени од групе, али убијају чуваре и дижу у ваздух складиште муниције. Успут у гаражи проналазе аутобус којим намеравају да се евакуишу после спасавања „генерала”. До замка долазе тако што се возе на крову ваздушног трамваја и пењу се уз конопац који им је Мери бацила. СС-штурмбанфирер фон Хапен, члан Гестапоа, флертује са њом, али њена прича га чини сумњивим. У међувремену, америчког „генерала” у сали испитују генерал Вермахта Розумајер и пуковник Крамер, претећи му мучењем, али не успевајући да сазна његово право име. У јеку саслушања приводе се заробљени оперативци од којих Немци намеравају да сазнају све податке о свом заробљенику. Убрзо се појављују наоружани Смит и Шефер. Смит, захтевајући да Шефер баци оружје и не меша се, почиње да разговара са онима у сали.
Он се представља као СС-штурмбанфирер Јохан Шмит, агент СД и најбољи обавештајац у штабу фелдмаршала Алберта Кеселринга (Кеселринг то потврђује и телефоном). Стежући време, „Шмит” открива да су сва тројица британских затвореника двоструки агенти који су радили за Немце. Као доказ својих речи, он показује Крамеру име највишег немачког шпијуна у Великој Британији, а такође приморава сву тројицу да доставе спискове свих немачких агената у УК и проверава их са својима. Листове он именује као главну мету британске обавештајне службе. Фон Хапен хвата Смита у тренуцима објашњења и намерава да ухапси све, али га одвлачи долазак Мери. Шефер хвата оружје и пуца у фон Хапена и све Немце у просторији, са изузетком тројице затвореника. Смит, Мери, Џонс и везани лажни командоси одлазе, док Шефер поставља експлозив на неколико места у замку како би одвратио Немце и искористио хаос који је уследио да се пробије до излаза. Преко радија обавештавају Ролана о успеху операције и захтевају хитну евакуацију.
На изласку из замка, Смит и Шефер се боре против немачког гарнизона у приправности. Успут, један од заробљеника умире, а друга двојица нокаутирају Шефера и краду жичару. Смит се пење на кров жичаре и у тврдоглавој борби, наоружан секиром, баца једног од лажних командоса у провалију, поставља експлозив и скаче у други трамвај - преостали лажни Британац гине од последица експлозија бомбе у трамвају. Цела група одлази другим трамвајем, скачући у воду: Хајди их чека у аутобусу. Бежећи од потере, Британци узвраћају пуцањем из митраљеза и постављају експлозив на одвојена места, успевајући да побегну. Истовремено је на аеродром слетео авион, где је стигао пуковник Тарнер. Након што су уништили аеродром, преживели Смит, Шефер, Џонс, Мери и Хајди лете назад.
Тек у авиону, Смит признаје кога је у својој бележници означио као главног шпијуна Немаца - ово је Тарнер. Ролан је приморан да организује целу операцију, како не би спасио каплара, већ једноставно да би двоструког агента довео у чисту воду. Мери и Шефер су добили задатак да се постарају да мисија буде успешна. Тарнер није у стању да се одупре и бира да изврши самоубиство уместо да се суочи са суђењем за издају.

## Улоге
| Глумац          | Улога                  |
| --------------- | ---------------------- |
| Ричард Бертон   | Мајор Џон Смит         |
| Клинт Иствуд    | Поручник Морис Шејфер  |
| Мери Јур        | Мери                   |
| Патрик Вајмарк  | Пуковник Тарнер        |
| Мајкл Хордерн   | Адмирал Роланд         |
| Доналд Хјустон  | Кристијансен           |
| Питер Баркворт  | Беркли                 |
| Вилијам Сквајер | Томас                  |
| Роберт Бити     | Генерал Карнаби        |
| Брук Вилијамс   | Нарeдник Харод         |
| Нил Макарти     | Наредник Џок Макферсон |
| Винсент Бол     | Пилот Карпентер        |
| Антон Дифринг   | Пуковник Крамер        |
| Ферди Мејн      | Гeнeрал Роузмајер      |
| Дерен Незбит    | Мaјор фон Хапен        |
| Виктор Бомонт   | Пуковник Вајснер       |
| Ингрид Пит      | Хајди                  |

## Зарада
- Зарада у САД - 7.100.000 $